# Monique Kavelaars
Monique Kavelaars (* 20. März 1971 in Appin, Ontario) ist eine kanadische Fechterin.
Kavelaars wurde 1989 zur Miss Teen Canada gewählt. Ihre sportliche Laufbahn begann sie zunächst als Moderne Fünfkämpferin. Erst im Alter von 17 Jahren begann sie, sich ausschließlich auf den Fechtsport zu konzentrieren.
Ihre größten Erfolge feierte Kavelaars als Mitglied der kanadischen Degennationalmannschaft. Bei den Panamerikanischen Spielen 1999 in Winnipeg gewann sie mit dem Team die Silbermedaille.
2004 konnte sich die Mannschaft erstmals für die Olympischen Sommerspiele in Athen qualifizieren und erreichte dort in der Besetzung Monique Kavelaars, Sherraine Mackay, Julie Leprohon überraschend den vierten Platz. In der Einzelkonkurrenz siegte Kavelaars zwar in der ersten Runde gegen die Südafrikanerin Rachel Barlow, unterlag dann aber in der Runde der letzten 32 der Chinesin Li Na und schied aus.
Die Schauspielerin Ingrid Kavelaars ist ihre Schwester.